# Atentat na Ivana Krambergerja
7. junija 1992 je bil ob 18:40 uri v Jurovskem Dolu na predvolilnem zborovanju ustreljen slovenski politik Ivan Kramberger.

## Ozadje
Sprva je Ivan Kramberger v začetku 1992 vložil kandidaturo za decembrske predsedniške volitve. Kmalu po tem pa je dejal, da ne misli več kandidirati za predsednika Slovenije, in je kandidaturo odpovedal. Nato se je včlanil v Domovinsko narodno stranko, in kot kandidat te stranke vložil kandidaturo v 1992 Državnozborskih volitvah.

## Prva kandidatura za predsednika
Prvič je za predsednika Slovenije brez strankarske podpore kandidiral na predsedniških volitvah leta 1990. Pridobil je 18.5% glasov, volil ga je vsak peti Slovenec. Priredil je veliko predvolilnih zborovanj, kjer je nagovarjal volivce da naj ga volijo. Bil je kandidat delavcev, kmetov in revežev. Takrat sta bila zanj značilna izrazit populizem in oster anti Komunizem, ampak je tudi po prvih demokratičnih volitvah ostal kritičen do nove oblasti. 

## Atentat
Kmalu po tem, ko je napovedal začetek predvolilne kampanje je priredil predvolilno zborovanje za 7. junij v Jurovskem dolu.
Ob 18:40 uri naj bi Peter Rotar iz razdalje 150 metrov ustrelil z lovsko puško Zastava kaliber 8.57. Storilec naj bi bil pijan z 2,5% alkohola v krvi. Krambergerju je prestrelil pljuča. Njegovo puško so našli nekaj metrov stran od mesta, kjer ga je ustrelil. Storilca pa so našli na tleh. Nekaj minut po strelu so na kraj zločina prišli policisti.